# Tizio

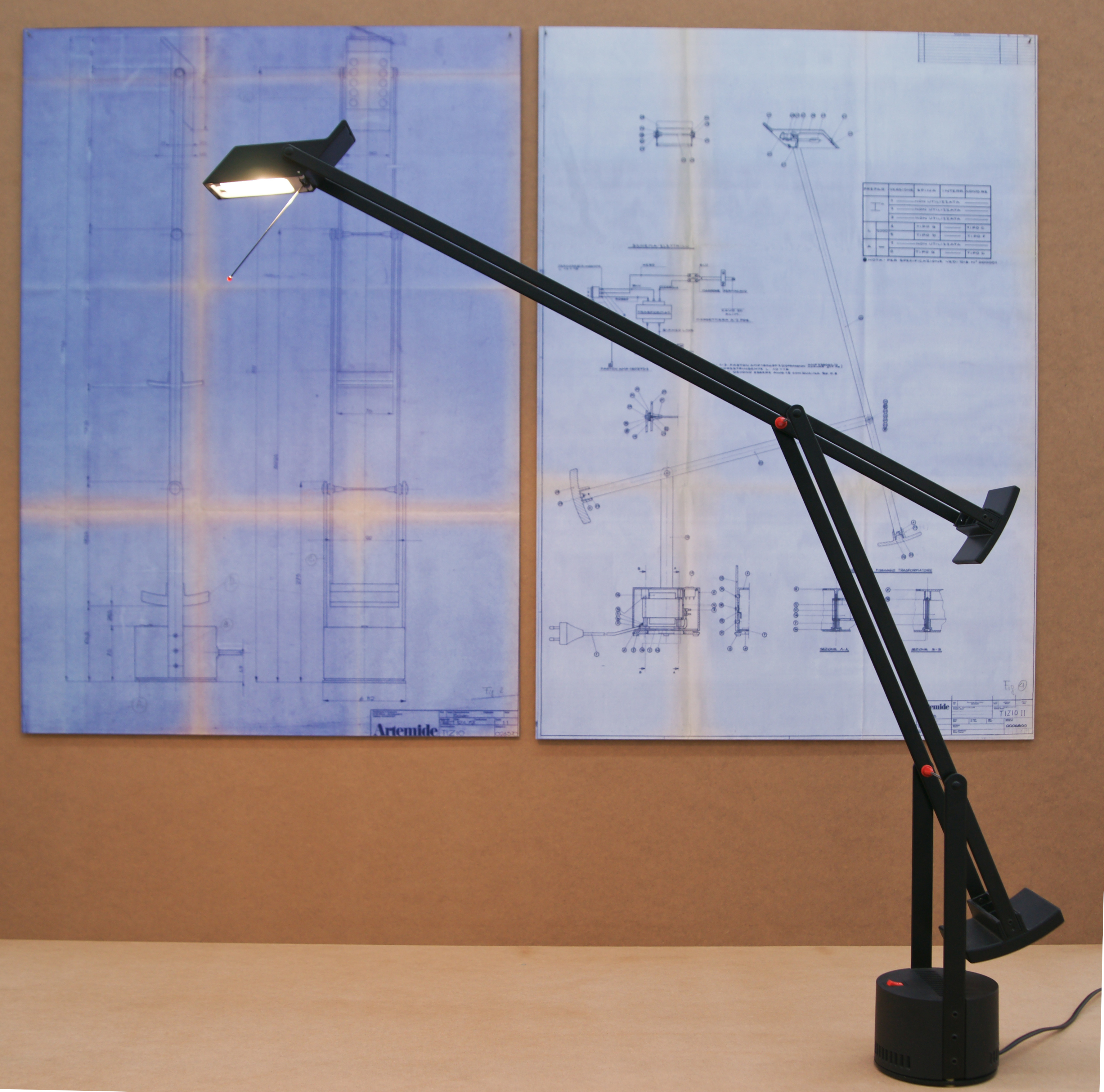
Tizio Schreibtischleuchte

Tizio ist eine Schreibtischleuchte, die 1972 von Richard Sapper für den italienischen Leuchtenhersteller Artemide entworfen wurde. 

## Beschreibung
Sapper gab an, er habe die Leuchte entwickelt, da es keine Arbeitsplatzleuchte gab, die ihm hinreichend praktikabel erschien. Er wünschte sich eine Leuchte mit kleinem Lampenkopf an einem beweglichen Arm, die nicht am Schreibtisch befestigt werden muss und deren Lichtkegel einfach umpositionierbar ist. Die einfach zu handhabende freie Positionierung des Leuchtkörpers wurde mit zwei Lampenarmen umgesetzt, an deren Enden Gegengewichte so angebracht sind, dass die Leuchte in alle Richtungen beweglich ist und in einer eingestellten Position verbleibt. Um das Problem der störenden Verkabelung zu umgehen, wurde die Leuchte mit einer Niedervolt-Halogenlampe ausgestattet, wodurch ihre Arme als elektrische Leitung genutzt werden konnten. Die ursprüngliche Tizio 55 war mit einer 55 Watt H1 Halogenlampe ausgestattet. Später folgte eine gleichgroße Version mit 50 Watt (Tizio 50), die kleinere Tizio 35 (35 Watt) und die Tizio Micro (maximal 20 Watt). 1990 folgte die Tizio plus mit seitlich drehbarem Kopf, 50 Watt und Dimmer. In den letzten Jahren wurden LED-Versionen mit 8 Watt und 3,3 Watt auf den Markt gebracht.
Zur Markteinführung 1972 stellte die Leuchte wegen der bis dato unbekannten Beweglichkeit der Arme und der Art der Stromversorgung eine Innovation dar, in den 1980ern avancierte sie wegen ihrer schlichten Ausführung zur Ikone des High-Tech-Designs.
Exemplare der Leuchte wurden in die Sammlungen des Metropolitan Museum of Art und des Museum of Modern Art aufgenommen.